# Griffiniana pedestris
Griffiniana pedestris är en insektsart som beskrevs av Heinrich Hugo Karny 1910. Griffiniana pedestris ingår i släktet Griffiniana och familjen vårtbitare. Inga underarter finns listade i Catalogue of Life.